# 歩道橋の上で COUNTRY BACK STAGE DOCUMENT
『歩道橋の上で COUNTRY BACK STAGE DOCUMENT』(ほどうきょうのうえで カントリー・バック・ステージ・ドキュメント)とは、2007年12月28日に発売された吉田拓郎のドキュメントDVD及びスタジオ・アルバムである。

## 解説
2007年のツアー「カントリー」のリハーサルシーン、及びバックステージ等のドキュメント映像、また延期となっていたアルバムのレコーディング演奏シーンが収録された映像DVD（CD収録曲含む）とツアーで歌われ話題となった新曲「歩道橋の上で」を含む未発表レコーディング曲を収録したCD、本人がツアーパンフレット用に書き下ろした文章を再編集した別冊「雑文集」をパッケージングした作品。

## 内容

### ドキュメント DVD
- アルバムのレコーディング演奏シーン

1. 歩道橋の上で
2. 街角のタンゴ
3. 錨をあげる（DVDのみに収録）
4. ウィンブルドンの夢（DVDのみに収録、後にアルバム『午前中に…』に収録） ※DVD版は歌詞はまだブラッシュアップされてなく、後の午前中に…版とは若干違う

- 中止となったツアーのリハーサルシーン、バックステージドキュメント

### CD
- 延期となっていたアルバムからの作品
- 全曲作詞:岡本おさみ・作曲:吉田拓郎

1. 歩道橋の上で
2. 空に満月、旅心
3. 沈丁花の香る道
4. 街角のタンゴ
5. 黄昏に乾杯
6. 秋時雨

### 雑文集
- ツアーパンフレット用に本人が書き下ろした文章から、再編集した別冊本。

## 参加ミュージシャン
- 吉田拓郎
- 石川鷹彦
- エルトン永田
- 小倉博和
- 島村英二
- 徳武弘文
- 松原秀樹
- 伊能修ストリングスグループ(M-5)